# Teoria do grande homem

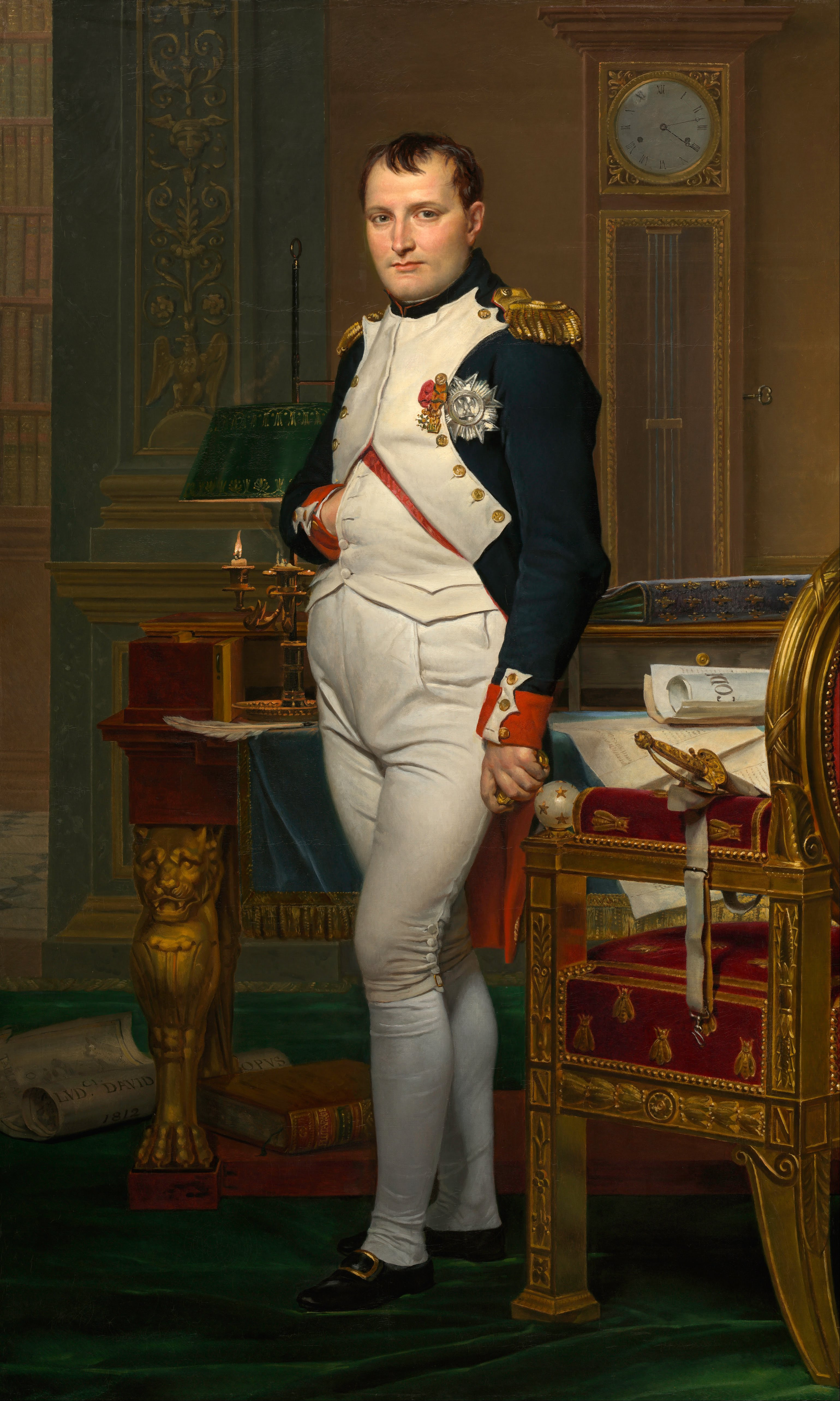
Napoleão, um grande homem típico, disse ter determinado a era "napoleônica"

A teoria do grande homem é uma ideia do século XIX segundo a qual a história pode ser amplamente explicada pelo impacto de grandes homens ou heróis, indivíduos altamente influentes e únicos que, devido aos seus atributos naturais, como intelecto superior, coragem heróica ou inspiração divina, têm um efeito histórico decisivo. A teoria é atribuída principalmente ao filósofo e ensaísta escocês Thomas Carlyle, que fez uma série de palestras sobre heroísmo em 1840, mais tarde publicadas como On Heroes, Hero-Worship e The Heroic in History, em que ele afirma: 
A História Universal, a história do que o homem realizou neste mundo, é, no fundo, a História dos Grandes Homens que trabalharam aqui. Eles eram os líderes dos homens, esses grandes; os modeladores, padrões e, num sentido amplo, criadores, de tudo o que a massa geral de homens pretendia fazer ou alcançar; todas as coisas que vemos em pé no mundo são propriamente o resultado material externo, a realização prática e a incorporação dos Pensamentos que habitaram nos Grandes Homens enviados ao mundo: a alma da história de todo o mundo, pode ser justamente considerada, foram a história destes.— Thomas Carlyle

## Visão global
Carlyle afirmou que "A história do mundo é apenas a biografia dos grandes homens", refletindo sua crença de que os heróis moldam a história através de seus atributos pessoais e inspiração divina. Em seu livro "On Heroes, Hero-Worship e the Heroic in History'', Carlyle viu a história como tendo ativado as decisões, trabalhos, ideias e personagens de "heróis", dando uma análise detalhada de seis tipos: O herói como divindade (como Odin), profeta (como Maomé), poeta (como Shakespeare), sacerdote (como Martinho Lutero), homem de letras (como Rousseau) e rei (como Napoleão). Carlyle também argumentou que o estudo dos grandes homens era "lucrativo" para o próprio lado heróico; que, examinando as vidas conduzidas por tais heróis, não se pode deixar de descobrir algo sobre a própria natureza da pessoa.
Como Sidney Hook observa, uma má interpretação comum da teoria é que "todos os fatores da história, exceto grandes homens, eram irrelevantes", enquanto Carlyle, ao invés disso, afirma que os grandes homens são o fator decisivo, devido ao seu gênio único. Hook, em seguida, continua enfatizando essa singularidade para ilustrar o ponto: "O gênio não é o resultado da composição de talentos. Quantos batalhões são equivalentes a um Napoleão? Quantos poetas menores nos darão um Shakespeare? Quantos cientistas da mina executarão o trabalho de um Einstein?" 
O estudioso norte-americano Frederick Adams Woods apoiou a teoria do grande homem em sua obra A Influência dos Monarcas: Passos em uma nova ciência da história. Woods investigou 386 governantes na Europa Ocidental desde o século 12 até a revolução francesa no final do século XVIII e sua influência no curso de eventos históricos.
Esta teoria é geralmente contrastada com "a história vista de baixo", que enfatiza a vida das massas, além do líder. Uma onda avassaladora de eventos menores faz com que certos desenvolvimentos ocorram. A abordagem da história do Grande Homem estava mais na moda entre os historiadores profissionais do século XIX; Um trabalho popular desta escola é a Enésima Edição Britânica da Encyclopædia Britannica (1911), que contém longas e detalhadas biografias sobre os grandes homens da história, mas muito poucas histórias gerais ou sociais. Por exemplo, todas as informações sobre o "Período de Migrações" pós-romano da História Europeia são compiladas sob a biografia de Átila, o Huno. Essa visão heroica da história também foi fortemente endossada por alguns filósofos, como Léon Bloy, Hegel, Kierkegaard, Nietzsche, Spengler e Max Weber, mas caiu em desgraça após a Segunda Guerra Mundial.  
Em Meditações Inoportunas, Nietzsche escreve que "o objetivo da humanidade está em seus mais altos espécimes".
Em Fear and Trembling, Kierkegaard escreve que "para poder cair de tal maneira que, no mesmo segundo, parece que estamos de pé e caminhando, para transformar o salto da vida em uma caminhada, para expressar o sublime e o pedestre - que somente esses cavaleiros da fé podem fazer - este é o único prodígio".
Hegel, procedendo da teoria providencialista, argumentou que "o que é real é razoável" e os indivíduos do mundo histórico são agentes do Espírito Mundial. Hegel escreveu: "Esses são grandes homens históricos - cujos objetivos particulares envolvem as grandes questões que são a vontade do Espírito do Mundo". Assim, de acordo com Hegel, um grande homem não cria a realidade histórica, mas apenas revela o futuro inevitável.

## Respostas

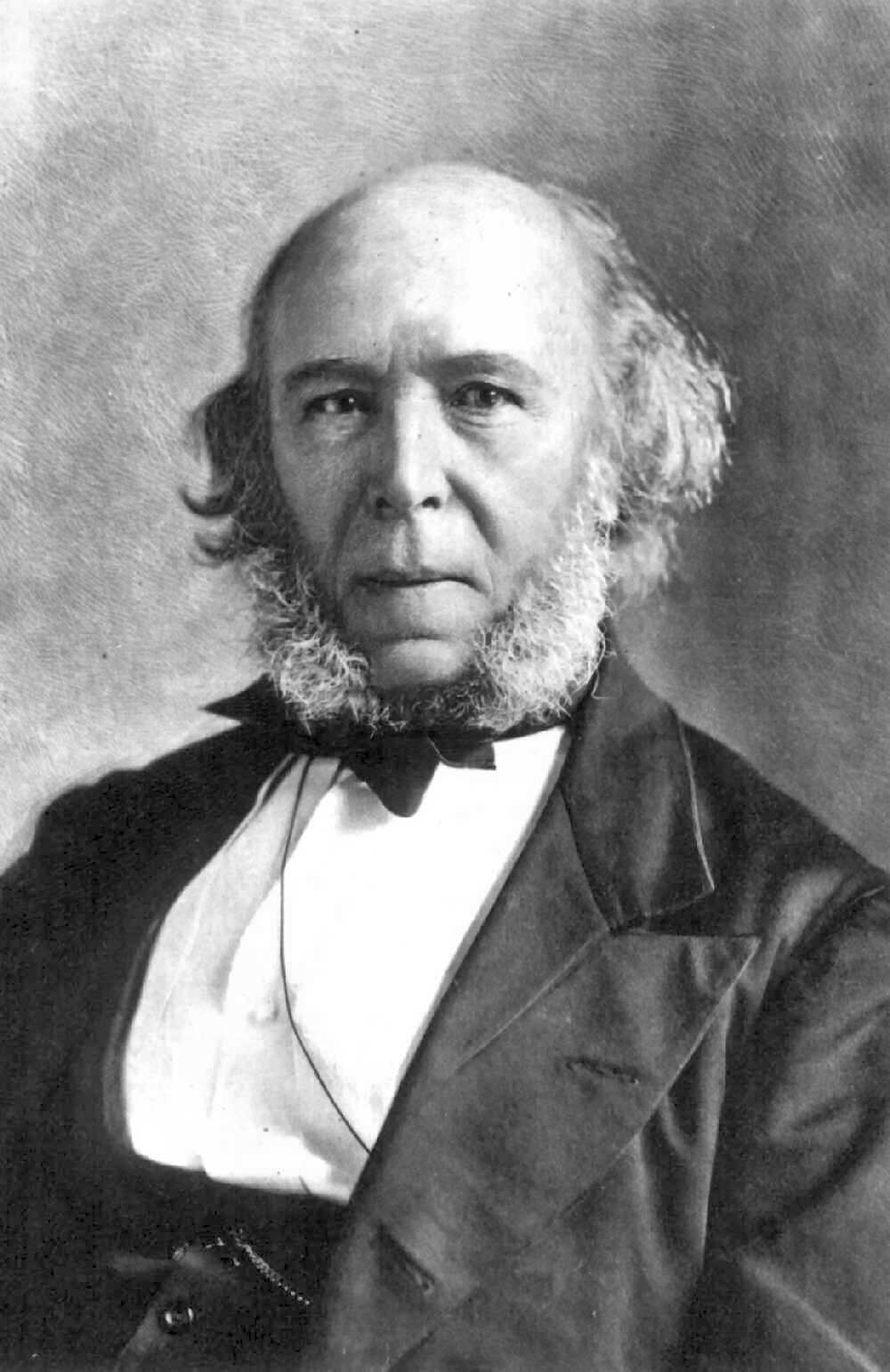
Herbert Spencer foi um crítico contemporâneo da teoria do grande homem de Carlyle.

### Crítica de Herbert Spencer
Um dos críticos mais vigorosos da formulação de Carlyle da teoria do grande homem foi Herbert Spencer, que acreditava que atribuir eventos históricos às decisões dos indivíduos era uma posição não científica. Ele acreditava que os homens que Carlyle chamava de "grandes homens" eram apenas produtos de seu ambiente social: 
Você deve admitir que a gênese de um grande homem depende da longa série de influências complexas que produziram a raça na qual ele aparece, e o estado social no qual essa raça cresceu lentamente. ... Antes que ele possa refazer sua sociedade, sua sociedade deve fazê-lo.— Herbert Spencer, The Study of Sociology

### Defesa de William James

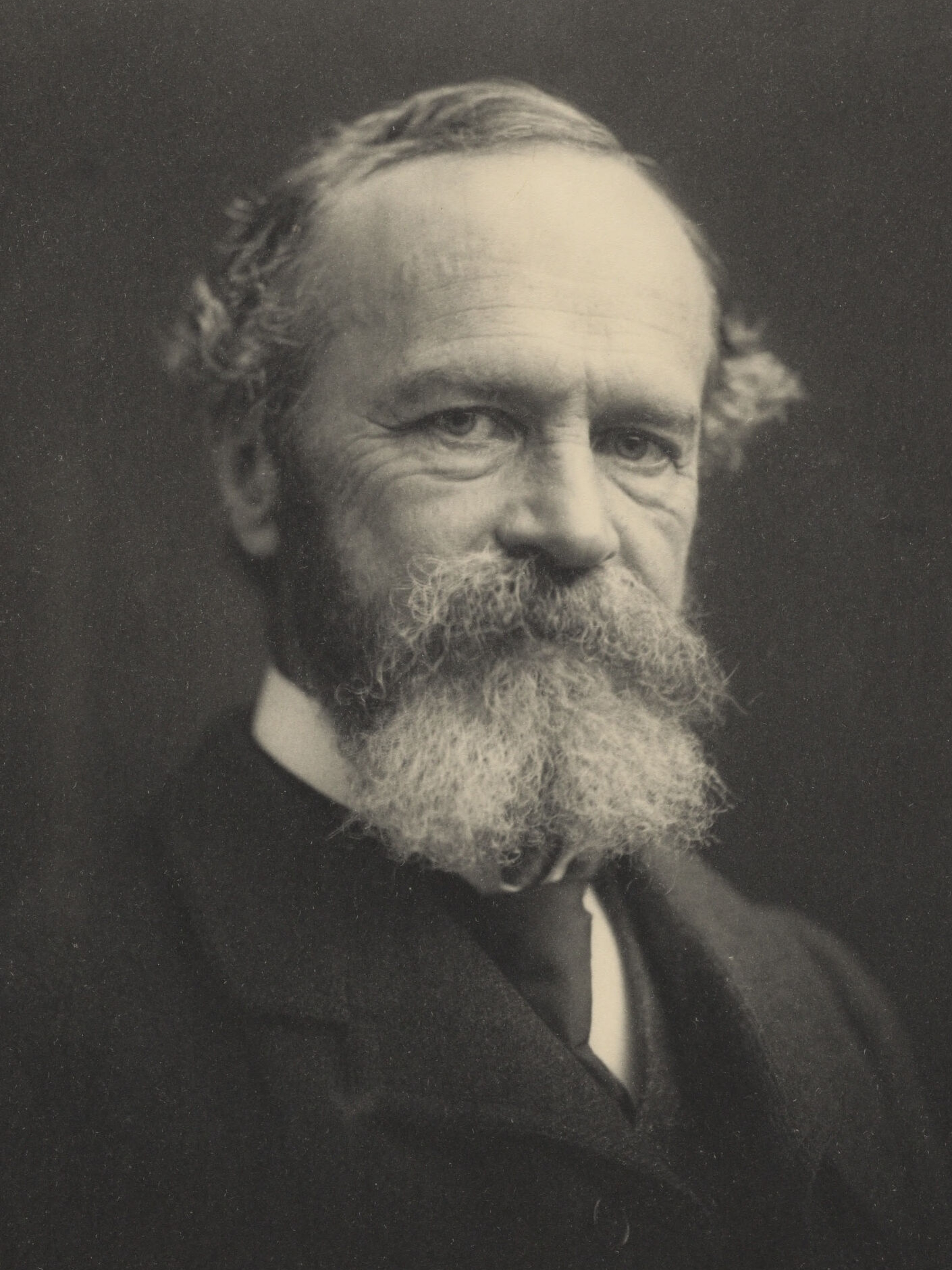
William James foi um filósofo e psicólogo do século XIX.

William James, em sua palestra de 1880 "Grandes Homens, Grandes Pensamentos e Meio Ambiente", publicado no Atlantic Monthly, defendeu poderosamente Carlyle e refutou Spencer, desmantelando seu argumento "insolente", "vago" e "dogmático", invertendo sua tese: 
Se alguma coisa é humanamente certa é que a sociedade do grande homem, propriamente assim chamada, não o faz antes que ele possa refazê-la ... As mutações das sociedades, então, de geração em geração, são principalmente devidas direta ou indiretamente a os atos ou exemplos de indivíduos cujo gênio estava tão adaptado às receptividades do momento, ou cuja posição acidental de autoridade era tão crítica que se tornaram fermentos, iniciadores de movimentos, setters de precedente ou moda, centros de corrupção ou destruidores de outras pessoas, cujos presentes, se tivessem livre jogo, teriam levado a sociedade em outra direção.— William James
 A defesa que James faz da teoria do grande homem pode ser resumida da seguinte forma: A natureza fisiológica única do indivíduo é o fator decisivo para o grande homem, que, por sua vez, é o fator decisivo para mudar seu ambiente de uma maneira única, sem que o novo ambiente não teria chegado a ser, em que a extensão e a natureza dessa mudança também depende da recepção do ambiente para esse novo estímulo. Para começar seu argumento, ele primeiro alegou, com humor, que essas forças fisiológicas inerentes têm tanto a ver com "condições sociais, políticas, geográficas [e] antropológicas" quanto as "condições da cratera do Vesúvio têm a ver com a cintilação desse gás pelo qual eu escrevo". Ele então ilustra isso no nível celular da criação genial: 
Agora, quando o resultado é a tendência de um óvulo, ele próprio invisível a olho nu, inclinar-se nessa direção ou em sua evolução posterior - gerar um gênio ou um tolo, mesmo quando a gota de chuva passa para o leste ou a oeste do seixo, - não é óbvio que a causa deflectora deva repousar numa região tão recôndita e minuciosa, deve ser um fermento tão fermentado, um infinitesimal de uma ordem tão elevada, que a própria suposição nunca pode ter sucesso nem mesmo em tentar para enquadrar uma imagem dele?— William James
 São os cérebros desses grandes homens que introduzem uma influência original no meio ambiente. Eles oferecem ideias, descobertas, invenções e perspectivas originais, formados a partir de premissas que "não teriam, na mente de outro indivíduo, gerado apenas essa conclusão ... Ela brota de um cérebro, e não de outro, porque a instabilidade desse cérebro é tal que se inclina e se perturba exatamente nessa direção". Esta originalidade fisiológica é descrita em detalhes como segue: 
As perturbações espontâneas dos cérebros, de um modo ou de outro, em momentos específicos, em ideias e combinações particulares, são acompanhadas por suas flexibilizações permanentes, igualmente espontâneas, em direções determinadas. A inclinação humorística é bastante característica; o sentimental igualmente assim. E o tom pessoal de cada mente, que o torna mais vivo para certas impressões, mais aberto a certas razões, é igualmente o resultado daquele jogo invisível e imaginável das forças de crescimento dentro do sistema nervoso que, [irresponsável] ao meio ambiente, torna o cérebro particularmente apto a funcionar de uma certa maneira.— William James
 James subsequentemente argumenta que essas variações espontâneas do gênio, ou seja, os grandes homens, que são causalmente independentes do ambiente, influenciam esse ambiente, uma vez que ele preserva ou destrói essas novas variações, o que equivale a dizer que as seleciona. Se o grande homem é preservado, então o ambiente é modificado por sua influência "de uma maneira inteiramente original e peculiar". Ele age como um fermento, e muda sua constituição, assim como o advento de uma nova espécie zoológica altera o equilíbrio floral e faunístico da região em que aparece. " Cada fermento, cada grande homem, exerce uma nova influência sobre o meio ambiente que antes não mostrava nenhum sinal e que ou é adotado por ele ou não. Se assim for, por sua vez, provoca novos gênios, e assim por diante: 
Os produtos da mente com a inclinação estética determinada agradam ou desagradam a comunidade. Adotamos Wordsworth e crescemos sem sentimentalismo e sereno. Somos fascinados por Schopenhauer e aprendemos com ele o verdadeiro luxo da dor. A inclinação adotada se torna um fermento na comunidade e altera seu tom. A alteração pode ser um benefício ou um infortúnio, pois é (ritmo, Sr. Allen) uma diferenciação de dentro, que tem que passar pela manobra do poder seletivo do ambiente maior.— William James
 Se você remover esses gênios "ou alterar suas idiossincrasias", então "que uniformidades crescentes o ambiente mostrará? Nós desafiamos o Sr. Spencer ou qualquer outra pessoa a responder ". Para James, então, existem dois fatores distintos que causam a evolução social:
1. O indivíduo, que é único em suas "forças fisiológicas e infra-sociais, mas tendo todo o poder de iniciativa e originação em suas mãos" e
2. O ambiente social do indivíduo", com seu poder de adotar ou rejeitar tanto ele como seus dons".

Ele conclui: "Ambos os fatores são essenciais para mudar. A comunidade estagna sem o impulso do indivíduo. O impulso desaparece sem a simpatia da comunidade ". A opinião de Spencer, inversamente, que ignora o impulso e 
nega a importância vital da iniciativa individual, é, portanto, uma concepção totalmente vaga e não científica, um lapso do determinismo científico moderno no fatalismo oriental mais antigo. A lição da análise que fizemos (mesmo na hipótese completamente determinista com a qual começamos) forma um apelo do tipo mais estimulante para a energia do indivíduo ... É tolice, então, falar das "leis da história "como de algo inevitável, que a ciência só tem que descobrir, e cujas consequências qualquer um pode prever, mas nada altera ou evita. Ora, as próprias leis da física são condicionais e lidam com "ses". O físico não diz: "A água vai ferver de qualquer maneira"; ele só diz que vai ferver se um fogo for aceso por baixo. E o máximo que o estudante de sociologia pode prever é que, se um gênio de certo tipo mostrar o caminho, a sociedade certamente seguirá. Poderia muito tempo atrás ter sido previsto com grande confiança que tanto a Itália quanto a Alemanha atingiriam uma unidade estável se alguém conseguisse dar início ao processo. Não poderia ter sido previsto, no entanto, que o "modus operandi" em cada caso estaria subordinado a um estado primordial em vez de federação, porque nenhum historiador poderia ter calculado as aberrações do nascimento e da fortuna que deram no mesmo momento tais posições de autoridade para três indivíduos peculiares como Napoleão III, Bismarck e Cavour.— William James

### Outras respostas
Guerra e Paz, de Tolstói, apresenta críticas às Teorias do Grande Homem como um tema recorrente nas digressões filosóficas. De acordo com Tolstoi, o significado de grandes indivíduos é imaginário; na verdade, eles são apenas escravos da história que realizam o decreto da Providência.
Entre os críticos modernos da teoria, Sidney Hook apoia a ideia; ele dá crédito àqueles que moldam eventos através de suas ações, e seu livro O Herói da História é dedicado ao papel do herói e à história e influência das pessoas notáveis.
Na introdução de uma nova edição de On Heroes, Hero-Worship e The Heroic in History, David R. Sorensen observa o declínio moderno no apoio à teoria de Carlyle em particular, mas também pela "distinção heróica" em geral. Ele cita Robert Faulkner como uma exceção, um defensor da magnanimidade aristotélica que em seu livro The Case for Greatness: Honorable Ambition and Its Critics, critica o viés político nas discussões sobre grandeza e heroísmo, afirmando: "antipatia do novo liberalismo para estadistas superiores e a excelência humana é peculiarmente zelosa, paroquial e antifilosófica ".